# Acoplamento J
Acoplamento J ou Escalar (também chamado de acoplamento dipolo-dipolo indireto) são mediadas através de ligações químicas que ligam dois spins. É uma interação indireta entre dois spins nucleares que advém de interações hiperfinas entre os núcleos e elétrons locais.